# きららガラス未来館
きららガラス未来館（きららガラスみらいかん）は、山口県山陽小野田市にある学習施設である。吹きガラスやガラスアクセサリーなどの体験学習のほか、ガラス工芸作品の展示も行っている。
かつて窯業で栄え、ガラス作家竹内傳治の出身地でもある小野田市は、ガラス工芸による町おこしを進めていた。2003年3月には市民有志が共同出資した会社が建設したガラス工房「きらら工房」が開設された。その隣接地に市が建設費1億4000万円を投じて建設したのがきららガラス未来館で、2004年6月26日に開館した。この年の8月には開館を記念し、竹内の呼びかけで2001年から始まった「現代ガラス展」の併設展が未来館で開催された。
2008年7月1日からは、小野田ガラス株式会社が指定管理者として運営を行っている。小野田ガラスは地元の石油商社富士商がガラス事業のために設立した新会社である。
当館が所在する焼野海岸はスペインを主題とした観光開発が行われており、未来館の近くに富士商の出資、隈研吾の設計で建てられたスペインレストラン「ソル・ポニエンテ」がある。

## 交通
- 小野田線長門本山駅から徒歩5分
- 船鉄バス「焼野」停留所から徒歩3分